# Francisco Miguel
Francisco Miguel Fernández Díaz (en otras fuentes Francisco Miguel Fernández Moratinos o Francisco Miguel Moratinos Fernández-Díaz), de nombre artístico Francisco Miguel (La Coruña, 1897 - Bértoa, Carballo, 28 de septiembre de 1936) fue un pintor surrealista, ilustrador, crítico de arte y librero gallego.

## Trayectoria
Fue hijo ilegítimo de Román Moratinos Ventosa, industrial natural de Briones, La Rioja, y Marcelina Fernández Díaz, ferrolana. Se casó con Syra Alonso el 19 de noviembre de 1920, con el poeta y cónsul uruguayo Julio José Casal cómo testigo. Tuvo a su cargo la Librería de Arte, en la calle Real de La Coruña, y colaboró activamente con la revista Alfar, de la que fue director artístico.

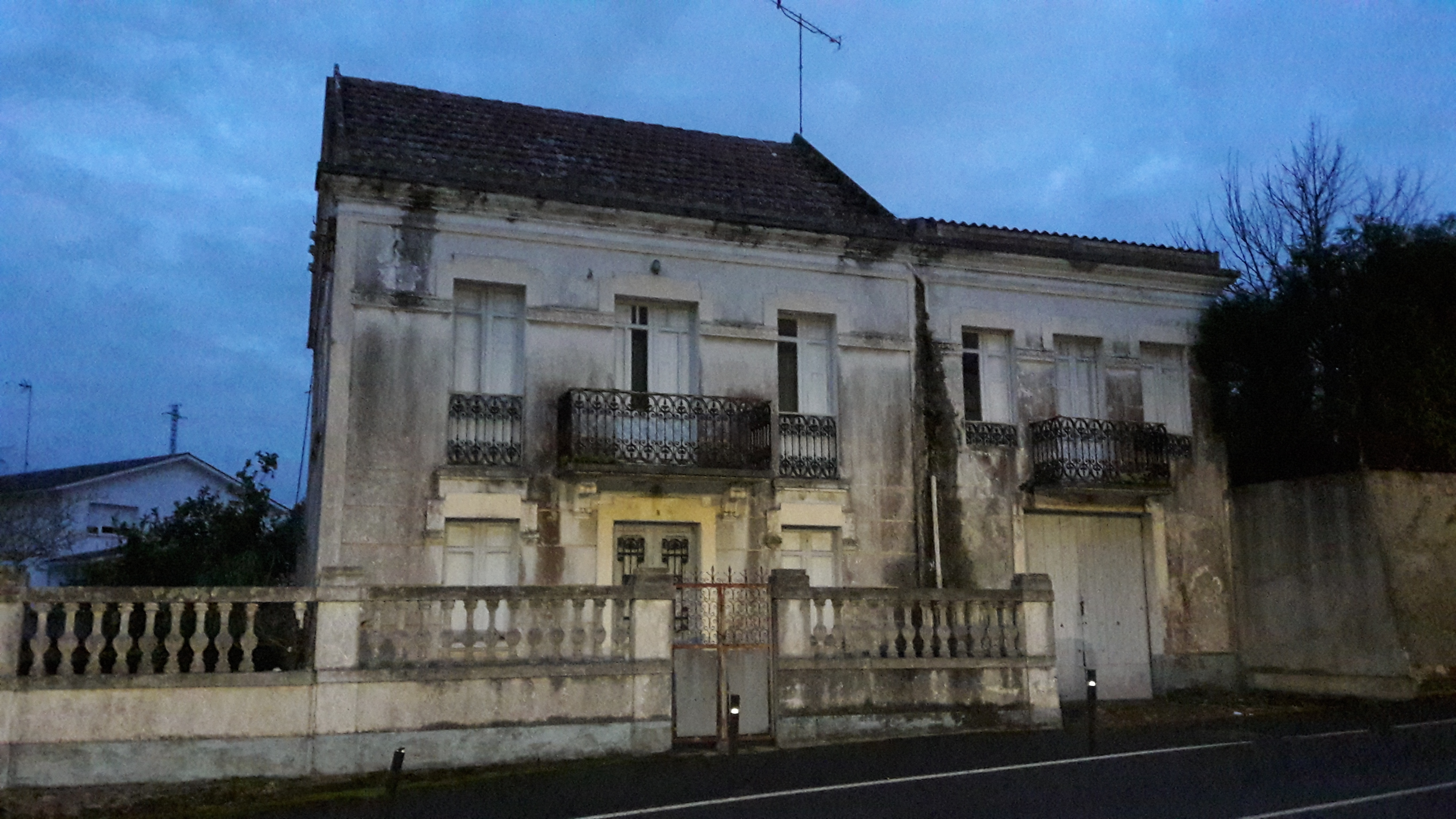
"Casa da Felicidade", residencia de Francisco Miguel y Syra en Coruxo de Abajo.

Autodidacta, al largo de su vida realizó múltiples viajes y cambios de residencia: Montparnasse (París), en 1923, donde se formó en el arte del batik; Cuba y México (1926-33), donde nacieron sus hijos Juan Ramón, Francisco Alberto y Sandro; donde trabajó también con el muralista David Alfaro Siqueiros, lo que contribuyó a ponerlo en contacto directo con las vanguardias artísticas del momento (Diego Rivera, Blanca Luz Brum…). En 1933 volvieron a España. Tras un año en Madrid regresaron a Galicia, instalándose en la "Casa da dicha" (Casa da Felicidade) en el Puerto de Santa Cruz, Liáns, Oleiros.
El 3 de agosto de 1936 fue detenido por la Guardia Civil, acusado de actuar contra el régimen militar golpista. Salió en libertad, pero el 19 de septiembre lo arrestaron de nuevo. El 28 de septiembre apareció su cadáver fusilado en Bértoa, con la cara fendida y las manos amputadas, y fue enterrado en el cementerio de la localidad. En 1942, Syra y los tres hijos volvieron definitivamente a México, exiliados.

## Homenajes

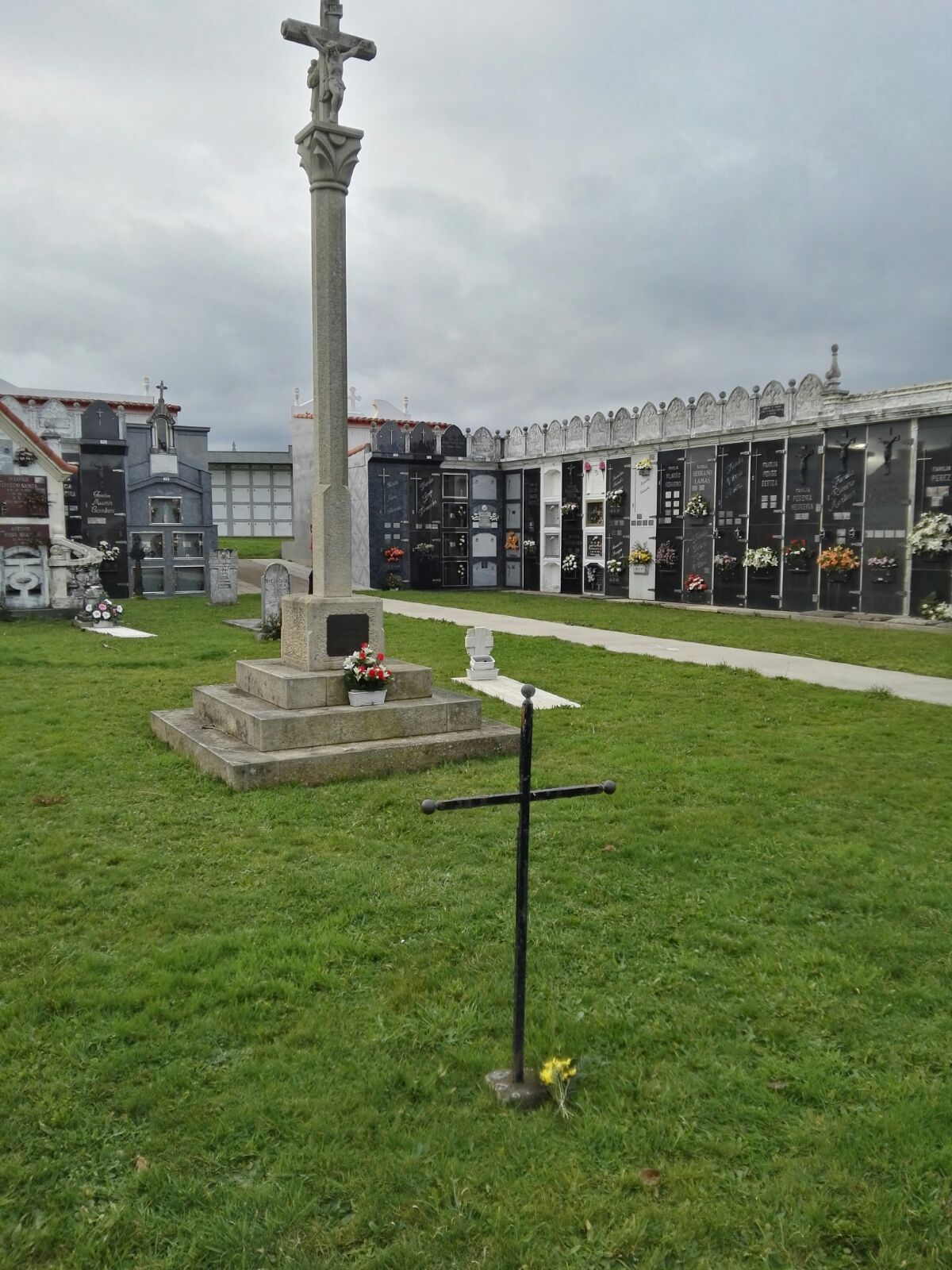
Tumba de Francisco Miguel.

En 1999 la ciudad de La Coruña le dedicó una calle,y en 2023 se exhumó en Bértoa, Carballo, la fosa en que había sido enterrado junto a otros tres asesinados por el franquismo.